# Другово
Другово (мкд. Другово) је насеље у Северној Македонији, у западном делу државе. Другово је било седиште и највеће насеље истоимене општине Другово, која је укинута и прикључена општини Кичево 2013. године. 

## Географија
Насеље Другово је смештено у средишњем делу Северне Македоније. Од најближег већег града, Кичева, насеље је удаљено 5 km југозападно.
Рељеф: Другово се налази у историјској области Копачка, која обухвата горњи део слика реке Треске. Село је положено у долине реке. Јужно од насеља се издиже планина Баба Сач, а северно планина Бистра. Надморска висина насеља је приближно 640 метара.
Клима у насељу је континентална.

## Становништво
По попису становништва из 2002. године, Другово је имало 1.492 становника.
Претежно становништво у насељу су етнички Македонци (84%), а у мањини су Турци (9%) и Албанци (7%). До почетка 20. века претежно становништво били су Албанци. 
Већинска вероисповест у насељу је православље.

## Збирка слика
- Пут кроз Другово
- Месна црква Св. Недеље
- Месна црква Св. Николе
- Основна школа у Другову